# Guerre civile népalaise
La guerre civile népalaise (nommée guerre populaire népalaise par les maoïstes) est un conflit qui s'est déroulé au Népal, de 1996 à 2006, entre la monarchie et le gouvernement d'une part et le Parti communiste du Népal (maoïste) d'autre part. Les maoïstes réclament le départ du roi et l'instauration d'une république populaire du Népal. Le 13 février 1996, le PCN(m) lance la guerre, via sa branche armée l'Armée populaire népalaise.  
De 1996 à 2006, cette guerre, au fil des affrontements, fera un nombre de victimes estimé à environ 13 000 morts. Selon l'ONG Informal Sector Service Centre, 85 % des meurtres de civils seraient attribuables aux actions gouvernementales. De 100 000 à 150 000 personnes ont fui les zones de conflits vers d'autres régions, principalement vers la capitale Katmandou. Ce conflit a mené à une transformation profonde et complexe de la société népalaise.
Le 21 novembre 2006, Prachanda finalise, à Katmandou, un accord de paix avec le Premier ministre Girija Prasad Koirala. Cet accord prévoit notamment le cantonnement des combattants maoïstes et leur future intégration dans l'armée régulière, la surveillance des armes jusque-là détenues par les rebelles et leur intégration dans les institutions régulières. Une nouvelle constitution a été adoptée en 2015.

## Contexte

### L'enlisement des régimes autocratiques et parlementaires
Les Premiers ministres succédant à la dynastie des Rânâ en 1951 répriment les élans démocratiques. Le roi Mahendra Bir Bikram Shah Dev, arrivé au pouvoir en 1955, révoque le multipartisme en 1962. Les panchâyats, conseils consultatifs, perdent peu à peu de leur pouvoir tandis que l'opposition est réprimée. En 1972 le roi Birendra Bir Bikram Shah Dev lui succède mais ne revient pas sur le caractère personnel du régime. La contestation estudiantine monte. En 1980, une réforme constitutionnelle prévoit le renouvellement du parlement tous les cinq ans. Les élections de 1981 maintiennent Surya Bahadur Thapa au poste de Premier ministre. Il s'avère incapable de moderniser le pays et de lutter contre le clientélisme. Après de nouvelles vagues contestataires étouffées et d'élections sans résultat, une grève générale débute en 1990. Elle perdure malgré la dureté de la répression, arrestation des leaders d'opposition, de la condamnation des rassemblements. La transition démocratique s'accélère avec la révision de la constitution de 1962, les partis politiques d'opposition peuvent s'organiser librement et les pouvoirs de la monarchie sont réformés. 

### L'essor des maoïstes
Le Parti Communiste Népalais, créé en 1949 à Calcutta, se cantonne à ses débuts à un rôle de contestation radicale. En dépit de scissions successives et d'un poids électoral faible, il accroît son influence de façon clandestine en mettant en place des structures parallèles. 
En 1994, l'opposition communiste accède au pouvoir avec l'investiture de Mohan Adhikary sur la base d'un programme de démocratisation des institutions, néanmoins sans majorité forte. La coalition avec le Parti du Congrès provoque la dissidence de deux factions anti-parlementaires, fusionnant pour créer le Parti communiste du Népal (maoïste). Ce dernier publie sous forme d'ultimatum un programme politique, incluant principalement l'abolition de la monarchie et des privilèges de castes.  

## Guerre civile
L'insurrection armée est déclenchée en 1996 dans les régions rurales de l'Ouest du Népal, en grande partie abandonnées par l’État. La pauvreté (71 % des Népalais en état d'indigence), les inégalités (46,5 % des revenus accaparés par 10 % de la population) et la corruption massive des représentants gouvernementaux constituant autant de facteurs facilitant la propagation du discours maoïste. Les femmes représentent une proportion significative de la guérilla, estimée entre 30 et 40 % de ses effectifs. Dans les premières années du conflit les combats ne sont encore que sporadiques. Seules les forces de police sont engagées dans la répression de l'insurrection et des phases de dialogues sont régulièrement amorcées entre la guérilla et le gouvernement. Néanmoins, l'assassinat en 2001 du roi Birendra par son fils Dipendra, et son remplacement par Gyanendra, provoquent une élévation immédiate du degré d'intensité du conflit. Les négociations sont rompues et l'armée est désormais directement employée dans les manœuvres de contre-guérilla.
Des portions importantes du pays sont gagnées par la rébellion. Le Parti communiste-maoïste y instaure un régime fondé sur son autorité exclusive : les représentants des partis proches du pouvoir sont chassés, les « capitalistes » locaux perdent leurs possessions et des projets de développement — pouvant s'apparenter à une forme de travail forcé — sont organisés. Les maoïstes gèrent également leurs propres prisons, bien que les conditions de détention y soient assez libérales et généralement meilleures que celles des prisons des autorités officielles, mais les exécutions restent fréquentes. Outre les mesures coercitives exercées, la guérilla renforce son implantation en raison d'une réelle popularité rencontrée auprès de larges secteurs de la société népalaise, en particulier les femmes, les intouchables et les minorités ethniques. Ainsi, les discriminations relatives aux castes sont supprimées, les femmes reçoivent des droits de succession égaux à ceux des hommes et les mariages forcés sont interdits. Par ailleurs, les maoïstes dispensent gratuitement des soins de santé et participent à des cours d'alphabétisation.
Les troupes gouvernementales, plus nombreuses mais peu motivées, finissent par concéder aux maoïstes les deux tiers du territoire népalais, mais maintiennent le contrôle des villes. La rébellion a su s'étendre à la faveur de son influence croissante auprès des populations rurales et marginalisées, mais n'est pourtant pas en mesure de s'emparer militairement des villes. En janvier 2006 d'importantes manifestations secouent la capitale, Katmandou, contre le roi Gyanendra, très impopulaire en raison de ses frasques personnelles ou familiales et des pratiques autoritaires de son régime. Un dialogue reprend entre le Parti maoïste et les partis d'opposition civils jusqu'à ce qu'un accord de résolution du conflit et de réformes politiques soit trouvé. Les maoïstes annoncent la démobilisation de leurs milices et l'incorporation d'une partie des combattants dans les rangs de l'armée nationale, la République est proclamée à la suite de la convocation d'une assemblée constituante et de nouvelles élections sont prévues — finalement remportées par le PCN (maoïste) avec 30 % des suffrages.

## Chronologie

### 1996
Début de la guerre civile népalaise.

### 2001
Le prince héritier Dipendra assassine sa famille et se suicide. Son oncle, Gyanendra, impopulaire, est couronné roi.

### 2002
En février, des rebelles lancent la plus puissante attaque menée durant toute la durée du conflit en prenant d'assaut, de nuit, les forces gouvernementales positionnées dans la ville de Mangalsen, au nord-ouest du Népal. Après une nuit de combats, les autorités reconnaissent la perte de 127 militaires et policiers, dont le principal responsable militaire local, et de deux civils
En avril, les troupes maoïstes déclenchent deux offensives simultanées contre des postes de police du district de Dang. Selon le ministère de l'Intérieur, 84 policiers, 12 guérilleros et 6 civils sont tués dans les combats.

### 2005
Gyanendra dissout l'Assemblée et s'arroge les pleins pouvoirs. Le mouvement de révolte contre le roi prend de l'ampleur, soutenu par les partis d'opposition. La vente de 5 500 fusils-mitrailleurs par la Belgique au gouvernement népalais provoque des critiques contre le gouvernement de Guy Verhofstadt, la loi belge interdisant les ventes d'armes aux pays en état de guerre civile.

### 2006
Amnesty International, Human Rights Watch et la Commission internationale de juristes appellent conjointement à des sanctions internationales contre le roi Gyanendra et ses proches collaborateurs politiques ou militaires. Les trois organisations considérant que « le coût humain du conflit au Népal est catastrophique : il y a eu des morts, des « disparus », des femmes ont été agressées et violées, des enfants enlevés et enrôlés comme combattants et les opposants au régime sont arrêtés et enfermés,  Le gouvernement du roi Gyanendra semble indifférent aux souffrances de son peuple. C’est maintenant à la communauté internationale de faire pression, au moyen de sanctions ciblées qui auront un impact direct sur le roi et son entourage ».
Une grande grève générale est déclenchée le 6 avril. La pression de la rue fait alors plier le roi, qui réinstaure le parlement dans ses droits (le 24 avril). Le parlement vote aussitôt dans les semaines qui suivent une série de lois supprimant de nombreuses prérogatives royales, ainsi que  le caractère sacrée de la monarchie qui est alors mise en sursis. Le 21 novembre, le nouveau premier ministre Girija Prasad Koirala signe l'accord de paix au nom du gouvernement avec le leader maoïste Prachanda. Ceux-ci acceptent de dissoudre leur « gouvernement parallèle » et de jouer le jeu démocratique en intégrant, le 15 janvier 2007, le Parlement intérimaire.

### 2007
En juillet 2007, le ministère de la Paix et de la Reconstruction a proposé une loi visant à établir une Commission de vérité et de réconciliation au Népal.

### 2008
Le 28 mai 2008, l'assemblée constituante nouvellement élue abolit la monarchie et instaure la République démocratique fédérale du Népal.
Un président, élu par un collège électoral composé des membres des deux chambres remplace le roi.

### 2012
Le Parlement met en place une Commission de vérité et de réconciliation pour enquêter sur les meurtres de guerre, la torture et les disparitions forcées et débat sur des propositions visant à octroyer une amnistie pour les violations commises par les forces gouvernementales et rebelles.

## Implication de pays étrangers
Les États-Unis et le Royaume-Uni déclarent la rébellion « terroriste » et fournissent des armes et des experts militaires à la monarchie. 

#### Ouvrages
- Vincent Greby, Le Nouveau Népal : le pari d'une utopie, Kathmandou, Vajra publications, 2011, 124 p. (ISBN 978-9937-506-61-8)

- Brigitte Steinmann (dir.), Le maoïsme au Népal : lectures d'une révolution, Paris, CNRS, coll. « Monde indien, sciences sociales, 15e-21e siècle », 2006, 264 p. (ISBN 2-271-06400-7, présentation en ligne).

#### Articles
- Philippe Ramirez, « La guerre populaire au Népal : d'où viennent les maoïstes ? », Hérodote, no 107 « Géopolitique en montagnes »,‎ 2002, p. 47-64 (DOI 10.3917/her.107.0047).

## Sources
1. ↑  (en) Inside Nepal's Revolution, Ed Douglas, National Geographic Magazine, novembre 2005, p. 54 : «Nepalis killed by Maoists from 1996 to 2005: 4,500. Nepalis killed by government in same period: 8,200.»
2. ↑  « Conflict Victim's Profile », sur www.insec.org.np .
3. ↑  (Greby 2011, p. 13-16).
4. 1 2 3  « Au Népal, la « guérilla du peuple » des nouveaux maoïstes », Le Monde diplomatique,‎ 1er novembre 2003 (lire en ligne, consulté le 22 février 2017).
5. ↑  (en) Punam Yadav, Social Transformation in Post-conflict Nepal : A Gender Perspective, Routledge, 28 avril 2016, 181 p. (ISBN 978-1-317-35389-8, lire en ligne).
6. ↑  « Offensive des rebellesmaoïstes au Népal », L'Obs,‎ 17 février 2002 (lire en ligne).
7. ↑  « Offensive maoïste au Népal », Libération.fr,‎ 13 avril 2002 (lire en ligne).
8. ↑  Par le 26/08/2002 à 0h00, « Une polémique éclate en Belgique sur une vente d'armes au Népal », La Croix,‎ 26 août 2002 (ISSN 0242-6056, lire en ligne).
9. ↑  « NÉPAL - Les dirigeants de trois organisations de défense des droits humains appellent à des sanctions ciblées | Amnesty International Belgique Francophone », Amnesty International Belgique Francophone,‎ 18 avril 2006 (lire en ligne).
10. ↑  
« Selecting Commissioners for Nepal's Truth and Reconciliation Commission », International Center for Transitional Justice (ICTJ).
11. ↑  (en) « Nepal urged to drop plan for war crimes amnesty », NY Daily News.
12. ↑  Jean-Luc Racine, « Au Népal, les maoïstes gagnent du terrain », sur Le Monde diplomatique, 1er juillet 2003.